# Oxydia hoguei
Oxydia hoguei is een vlinder uit de familie van de spanners (Geometridae). De wetenschappelijke naam van de soort is voor het eerst geldig gepubliceerd in 1991 door Brown, Donahue & Miller.